# Tahoe Reno Industrial Center
Das Tahoe Reno Industrial Center ist ein Industriepark in Nevada, der mit 433 Quadratkilometer Gesamtgröße etwa die Hälfte des dortigen Storey County einnimmt. Nutzbar für Industrieansiedlung sind in dem bergigen Wüstengebiet 121 Quadratkilometer, genauer 12.140 Hektar.
Das Gebiet liegt etwa 14,5 km östlich der Zwillingsstädte Reno und Sparks südlich des Truckee River und erstreckt sich 19,3 km der entlang der Autobahn Interstate 80, die dem Flussverlauf folgt.
Benannt ist der Industriepark nach dem südwestlich gelegenen Lake Tahoe und der nahen Stadt Reno.

## Infrastruktur

### Verkehr
Das Gebiet ist über zwei Ausfahrten (Patrick und USA Parkway) an die Interstate 80 angeschlossen und liegt 24 km vom Reno Tahoe International Airport entfernt.
Durch das Gebiet verläuft eine vierspurige Haupterschließungsstraße, die 8,7 km lange USA Parkway (Nevada State Route 439). Diese wird vom Staat Nevada als State Highway 439 als Teil der Vergünstigungen für Tesla Motors für 70 Millionen Dollar um 33,8 km bis zur U.S. Highway 50 verlängert.
Das Gebiet ist über die Union Pacific und die BNSF Railway an das Eisenbahnnetz angeschlossen.

### Energie
In dem Industriepark stehen Gashochdruckleitungen und 900 MW an elektrischer Energie bereit.

## Ansiedlungen
Im Tahoe Reno Industrial Center errichteten Tesla Motors und Panasonic die Tesla Gigafactory 1, die größte Fertigungsstätte für Lithium-Ionen-Batterien weltweit.
2014 hatten sich 130 Firmen angesiedelt, darunter Betriebe von Alcoa, FedEx Supply Chain Services, James Hardie Products, PPG, PetSmart, Pioneer Nut, Takahara Volleyballs, Schluter Systems, Tire Rack, Toys R Us, US Ordinance, Flowers.com, Diapers.com, Fulcrum Sierra und ein Walmart Distribution Center Insgesamt arbeiteten im Jahr 2014 etwa 16.000 Menschen im Industriegebiet.
Später kamen Google, Amazon und der Rechenzentrumsbetreiber Switch hinzu. Die mit Abstand größte Fläche erwarb im Januar 2018 Blockchains, LLC mit 165 Quadratmeilen (nahezu 43.000 Hektar). Das Unternehmen wurde im Mai 2017 in Nevada vom Rechtsanwalt Jeffrey Berns, einem Partner der Kanzlei Berns Weiss LLP, registriert. Berns Weiss LLP spezialisierte sich bisher auf Sammelklagen und gewann Millionen Dollar durch Vergleiche mit Ticketmaster, Cisco Systems und Home Loan Center.
Seither steht nur noch ein Reststück von 250 Acres zum Verkauf.

## Geschichte
Das Gebiet war früher im Besitz der Minengesellschaft Asmeria Mineral, deren Ziel es war, die abgelegenen Überreste der ausgebeuteten, einst aber großen Silbererzader Comstock Lode auszubeuten. Diese Erzader führte einst zur Gründung der dem Gebiet benachbarten Bergbaustadt Virginia City, die zu Spitzenzeiten des Gold- und Silberrausches mit 30.000 Bürgern die größte Ansiedlung in Nevada war. Heute leben dort 855 Menschen vom Tourismus, der sich auf diese Zeit bezieht.
Später wurde das Gebiet von der Golf Oil Company aufgekauft, die dort eine Jagd einrichten wollte, von dieser teuren Vergnügung für leitende Angestellte aber in der Wirtschaftskrise Mitte der neunziger Jahre absehen wollte. 1989 kaufte der Immobilienunternehmer Lance Gilmann mit seiner L. Lance Gilman Commercial Real Estate Services (LLG CRES) das ganze Gebiet von 433 Quadratkilometern für 20 Mio. Dollar. Der Unternehmer baute die Erschließungsstraßen und zwei Gaskraftwerke für den Industriepark.

## Rechtslage
In dem Gebiet existieren keine Wohnungen. Baulich und gewerberechtlich ist der Storey County zuständig, der seinen Sitz in der ehemaligen Bergbau- und heutigen Tourismusgemeinde Virginia City hat. Zwischen dem County, vertreten durch dessen Baudirektor, Dean Haymore, und dem Tahoe Reno Industrial Center, vertreten durch Lance Gilmann, wurde Ende der neunziger Jahre als Rechtsgrundlage für die Entwicklung des Industrieparks ein etwa 500-seitiges Entwicklungsabkommen, das Storey County Zoning Ordinance, geschlossen, das am 1. Juli 1999 die Billigung der Gemeindevertretung fand. Das ganze Gebiet ist eingestuft als 1-2 Heavy Industrial nach US-Recht, was fast alle industriellen Nutzungen ohne weitere planungsrechtliche Genehmigungsverfahren zulässt. Gemäß einer Phase I Environmental-Studie sind keine weiteren Umweltschutzuntersuchungen in dem Wüstengebiet notwendig. Daher erhalten alle Interessenten sofort eine vorläufige Planierungsgenehmigung und Baugenehmigungen innerhalb von 30 Tagen. Die Möglichkeit schnell und rechtssicher zu Bauen spielte eine große Rolle bei der Auswahl des Geländes durch Tesla Motors für die Gigafactory.